# محسن تركي

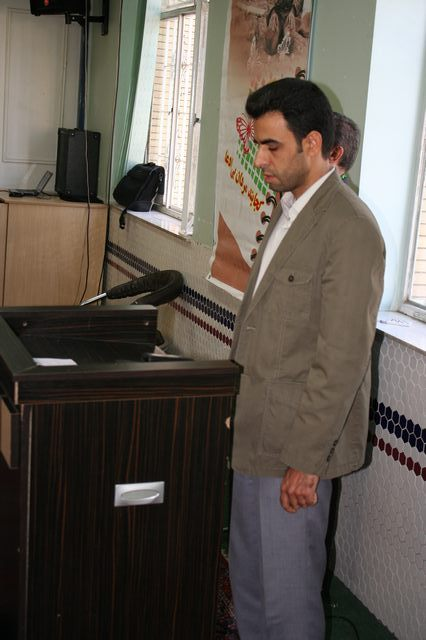

محسن تركي (بالفارسية: محسن ترکی) (مواليد 11 يوليو 1973 في مشهد) حكم كرة قدم إيراني . أصبح حكما دوليا معتمدا من قبل الاتحاد الدولي لكرة القدم في سنة 2003 . أصبح أول حكم إيراني يدير مباراة ديربي طهران بين استقلال طهران و برسبوليس بعد مرور 14 سنة من الاستعانة بالحكام الأجانب .

## وصلات خارجية
- محسن تركي على موقع Soccerway.com (الإنجليزية)

1. ↑  worldreferee.com (بالإنجليزية), QID:Q19801038
2. ↑  "FIFA Referee list". FIFA. مؤرشف من الأصل في 2011-10-04. اطلع عليه بتاريخ 2009-04-23.
3. ↑  "Palmarès for Mohsen Torky". worldreferee.com. مؤرشف من الأصل في 2019-12-13.
4. ↑  ترکی داور دربی 66 (بالفارسية). Iran Football Federation. مؤرشف من الأصل في 2011-05-09. اطلع عليه بتاريخ 2009-04-23.
5. ↑  ترکی داور دربی 66 (بالفارسية). Iran Football Federation. مؤرشف من الأصل في 2011-05-09. اطلع عليه بتاريخ 2009-04-23.